# Autoput A23
Die Autoput A23, auch Autoput Požega–Boljare genannt, ist eine geplante serbische Autobahn von Požega nach Boljare an der montenegrinischen Grenze. Sie wird ein Teil der geplanten grenzüberschreitenden Autoput Beograd–Južni Jadran („Autobahn Belgrad–südliche Adria“).

## Planung
Bereits 2010 sollte eine Ausschreibung des Projektes stattfinden. In den ersten Schätzungen von 2010 wird von Baukosten in der Höhe von rund einer Milliarde Euro ausgegangen, da der Bau von 15 Tunneln und großen Brücken geplant ist. Im August 2013 wurde der Vertrag zur Ausarbeitung der Projektunterlagen mit dem Bauunternehmen GIDC aus den Vereinigten Arabischen Emiraten unterzeichnet. Ende Januar 2014 wurde der Vertrag um die Erstellung einer Machbarkeitsstudie, in denen die räumliche, ökologische, soziale, finanzielle und wirtschaftliche Machbarkeit untersucht werden, und die Vorstellung eines Finanzierungsmodelles als öffentlich-private Partnerschaft auf ein Gesamtvolumen von 20 Millionen Euro erweitert.

## Bedeutung
Mit dem Bau einer Autobahn erhoffen sich vor allem der Tourismus und die Wirtschaft generell einen Aufschwung für ganz Südosteuropa und auch für den Adriahafen Bar durch die Weiterverbindung an die montenegrinische Autobahn Bar–Boljare. Ziel ist, die geplante Autobahnverbindung von Belgrad an die südliche Adria als Teil des Paneuropäischen Verkehrskorridors X anerkannt zu bekommen.

## Verlauf
Der Streckenverlauf der Autobahn wurde aufgrund der gebirgigen Lage der Region, in der sie verlaufen soll, in mehreren Varianten untersucht. Gemäß einer Analyse des serbischen Verkehrsinstituts CIP, das auch die Planung der Strecke durchführte, wurden zwei favorisierte Varianten festgestellt:
- Die günstigste und gleichzeitig die kürzeste Variante wäre eine Autobahn von Požega nach Boljare durch die Region des Pešter-Gebirges mit den Städten Arilje, Ivanjica und Duga Poljana in einer Länge von ca. 110 km.
- Die andere Möglichkeit ist eine Autobahn vorbei an den größeren Städten Užice, Nova Varoš und Sjenica in einer Länge von ca. 140 km.

Mit dem Verlauf der Autobahn durch die Pešter Region würden die größeren Städte umfahren und eine Region mit 60.000 statt 300.000 Einwohnern befahren werden. Kurz nach der Veröffentlichung dieser Analyse legten die Städte Protest ein und beklagten, dass sie so Verluste im Industrie- und Tourismusbereich erleiden würden. Auf der anderen Seite wurde auf die Vorteile der Autobahn durch diese Region verwiesen, so etwa auf die geringeren Baukosten oder den wirtschaftlichen Aufschwung der Pešter Region. Letztlich fiel die Entscheidung zugunsten der ersten Variante.